# Linnaeolpium linnaei
Genre
Espèce
Linnaeolpium linnaei, unique représentant du genre Linnaeolpium, est une espèce de pseudoscorpions de la famille des Olpiidae.

## Distribution
Cette espèce est endémique du Pilbara en Australie-Occidentale. Elle se rencontre se rencontre dans la Mesa K près de Pannawonica.

## Description
Le mâle holotype mesure 1,32 mm. Ce pseudoscorpion présente des yeux réduit.

## Étymologie
Cette espèce est nommée en l'honneur de Carl von Linné.
Ce genre est nommé en l'honneur de Carl von Linné.

## Publication originale
- Harvey & Leng, 2008 : The first troglomorphic pseudoscorpion of the family Olpiidae (Pseudoscorpiones), with remarks on the composition of the family. Records of the Western Australian Museum, vol. 24, no 4, p. 387-394 (texte intégral).